# 張愔
張愔（8世纪？—807年1月28日），兗州瑕丘縣人，祖籍鄧州向城縣，唐朝軍事人物。張建封之子。
张愔以恩荫授为虢州参军事。贞元十六年（800年）五月，徐泗濠节度使、检校尚书右仆射、徐州刺史张建封去世，判官郑通诚权知留后事。朝廷以韦夏卿徐州行军司马、徐泗濠节度使，没有赴任。郑通诚害怕军士谋乱，正好浙西戍兵过徐州，郑通诚想要引入州城为援。事泄，三军大怒，五六千人儒库取戈甲，环绕衙城，请以张愔为留后。杀死郑通诚、杨德宗、大将段伯熊、吉遂、曲澄、张秀等。请朝廷授张愔旄节。朝廷不许，割濠州、泗州二州隶淮南节度使，加杜佑淮南节制检校左仆射、同平章事，兼徐泗节度使，讨伐徐州。杜佑部将孟准渡淮河战败，泗州刺史张伾率兵攻打埇桥，与徐州军接战，张伾大败而还。李师古想要乘丧袭取，张愔与朝廷和解。六月，朝廷只好任命张愔起复为右骁卫将军同正，兼徐州刺史、御史中丞，充本州团练使，知徐州留后。以泗州刺史张伾为泗州留后，濠州刺史杜兼为濠州留后。不久，正授张愔武宁军节度使、检校工部尚书。张愔为其爱妾、著名女诗人关盼盼所建的燕子楼。
元和元年（806年），张愔得病，上表请辞，以武宁军节度张愔为工部尚书，以东都留守王绍检校右仆射，兼徐州刺史、武宁军节度使、徐泗濠等州观察等使。濠州、泗州二州重新归属武宁军。徐州军因为复得二州的而高兴，不敢为乱，张愔于是赴京师，未出徐州界，十二月十六乙亥日（807年1月28日），工部尚书张愔去世。张愔在徐州七年，百姓称治，诏赠尚书右仆射。张愔之后，骄兵难治，王绍修辑军政，人情安定。张愔等撰《帝系谱》二卷。